# Komitet Obrony Narodowej
Komitet Obrony Narodowej – organizacja polityczna lewicy niepodległościowej działająca od grudnia 1912 w Stanach Zjednoczonych.

## Historia
W dniach 15–16 grudnia 1912 roku odbył się w Pittsburghu w Pensylwanii wiec przedstawicieli wszystkich polskich organizacji i towarzystw zwołany przez Sokołów Polskich. W wiecu wzięli udział przedstawiciele Związku Narodowego Polskiego, Zjednoczenia Polsko Rzymsko Katolickiego, Unii Polskiej w Ameryce, Związku Polek, Związku Sokołów, Związku Polaków w St. Ohio, Związku Młodzieży, Związku Śpiewaków, Związku Wojsk Polskich, Związku Socyalistów Polskich i innych drobnych stowarzyszeń i towarzystw. Na podstawie jego uchwały z 16 grudnia utworzono Komitet Obrony Narodowej. Zobowiązał on się do wspierania" wszelkimi środkami" ruchu powstańczego przeciwko Rosji aby mogła powstać niepodległa Rzeczpospolita Polska. 23 grudnia w Domu Polek w Chicago odbyło się spotkanie tymczasowego Komitetu złożonego z 15 członków wybranych podczas wiecu w Pittsburghu. Podczas posiedzenie, które otworzył prezes Związku Narodowego Polskiego Kazimierz Żychliński  wybrano komisję, której zadaniem było stworzenie projektu ustawy KON w składzie: Tomasz Siemiradzki, J. M. Sienkiewicz, dr Kazimierz Żurawski, J. Łasecki, Emilia Napieralska, Stanisław Adamkiewicz, dr J. Zaleski, J. Borkowski. ks. L. Szybowicz. Wybrano tymczasowy zarząd Komitetu w składzie: prezes Kazimierz Żychliński, wiceprezes Stanisław Adamkiewicz, sekretarz protokołujący Stanisław Osada, sekretarz fin. J. Łasecki i pani Anna Neuman jako skarbnik. 
30 grudnia 1912 roku przyjęto ustawę określającą zasady działania KON. Zgodnie z nią główną siedzibą Komitetu zostało Chicago. Na jego czele stał Komitet Centralny Obrony Narodowej, który spotykał się raz na kwartał. Sprawami bieżącymi zajmował się Komitet Wykonawczy. W skład Komitetu wchodzili przedstawiciele towarzystw i organizacji według zasady jeden na 5 000 członków, mniejsze organizacje bratnie jeśli składały się przynajmniej z 10 towarzystw i mały nie mniej niż 500 członków – 1 przedstawiciela, organizacje księży, nauczycieli prawników niezależnie od ilości członków – 1 przedstawiciela, komitety okręgowe KON po 1 przedstawicielu. Zgodnie z ustawą zgromadzone przez KON fundusze nie mogły być wydane na inny cel niż polski skarb wojenny. Komitet został zarejestrowany w czerwcu 1913 roku w stanie Illinois. Gdy w styczniu 1914 roku ZNP przedstawił KON-owi 14 swoich żądań, które prowadziłyby do zdominowania znaczenia ZNP w KON na zjeździe walnym nowym prezesem został wybrany J. P. Zaleski. Kolejnym prezesem był doktor Kazimierz Żuławski. W grudniu 1918 roku wysłał on w imieniu KON telegram do prezydenta Woodrowa Wilsona z podziękowaniem za wsparcie dzięki któremu powstało państwo polskie i zaproszeniem do Polski i wsparcie w jej tworzeniu. 
Komitet był związany kolejno z: Komisją Tymczasową Skonfederowanych Stronnictw Niepodległościowych, Naczelnym Komitetem Narodowym, Tymczasową Radą Stanu i Radą Regencyjną.
Wśród organizatorów KON byli m.in. Artur Hausner i Szymon Kossobudzki. Celem jego działalności była koordynacja działań podejmowanych przez amerykańską polonię na rzecz odbudowy państwa Polskiego. Dokumenty związane z działalnością Komitetu obejmujące: „akty prawne i inkorporacyjne, korespondencja KON, protokoły z posiedzeń KON, notatki i sprawozdania z działalności, rezolucje, odezwy i inne; dokumentacja w sprawie ochotników wyjeżdżających z Ameryki do Legionów Polskich oraz w sprawach nadań Krzyży Legionowych ochotnikom i działaczom KON i księgi rachunkowe KON" są przechowywane w Instytucie Piłsudskiego w Ameryce, gdzie trafiły w latach 1949–1955.  